# Liste der Baudenkmäler in Königsbrunn
Auf dieser Seite sind die Baudenkmäler in der schwäbischen Stadt Königsbrunn zusammengestellt. Diese Tabelle ist eine Teilliste der Liste der Baudenkmäler in Bayern. Grundlage ist die Bayerische Denkmalliste, die auf Basis des Bayerischen Denkmalschutzgesetzes vom 1. Oktober 1973 erstmals erstellt wurde und seither durch das Bayerische Landesamt für Denkmalpflege geführt wird. Die folgenden Angaben ersetzen nicht die rechtsverbindliche Auskunft der Denkmalschutzbehörde.
 Die Liste gibt den Fortschreibungsstand vom 30. August 2018 wieder und umfasst vier Baudenkmäler.

## Baudenkmäler
| Lage                                         | Objekt                                                | Beschreibung | Akten-Nr.    | Bild                        |
| -------------------------------------------- | ----------------------------------------------------- | --- | ------------ | --------------------------- |
| Bürgermeister-Wohlfarth-Straße 39 (Standort) | Katholische Stadtpfarrkirche St. Ulrich               | Saalbau mit eingezogenem Chor und westlichem Turm mit Spitzhelm, im neugotischen Stil der Maximilianszeit, nach Plänen von Lorenz Hoffmann durch Max Treu erbaut, 1855; mit Ausstattung. | D-7-72-163-1 | weitere Bilder              |
| Bürgermeister-Wohlfarth-Straße 96 (Standort) | Evangelisch-lutherische Stadtpfarrkirche St. Johannes | Saalbau mit eingezogenem Chor und östlichem Turm mit Spitzhelm, neugotisch, 1861 von Lorenz Hoffmann und Friedrich Bürklein, 1859–61; mit Ausstattung.                                   | D-7-72-163-2 | weitere Bilder              |
| Landsberger Straße 58 (Standort)             | Ehemaliges Gasthaus Neuhaus                           | Zweigeschossiger Satteldachbau mit Gesimsgliederungen, wohl 1689. | D-7-72-163-3 | Ehemaliges Gasthaus Neuhaus |
| Landsberger Straße 59 (Standort)             | Katholische Kapelle St. Johann von Nepomuk            | Pilastergegliederter, halbrund geschlossener Bau mit Giebelreiter mit Zwiebelhaube, 1734; mit Ausstattung.                                                                               | D-7-72-163-4 | weitere Bilder              |